# 치도 오비 마틴
치도 오비 마틴(덴마크어:  Chidozie Obi-Martin, 2007년 11월 29일~)는 덴마크의 축구 선수로, 포지션은 스트라이커다. 현재 맨체스터 유나이티드에서 뛰고 있다.